# 베트남 문화체육관광부
베트남 문화체육관광부(베트남어: Bộ Văn hóa, Thể thao và Du lịch / 部文化,體育觀光)는 베트남의 문화, 가족, 스포츠, 관광 관련 국가 행정 업무를 담당하고 있는 정부 부처로, 이들 분야의 공공 서비스 관리와 함께 한다. 문화체육관광부는 2007년 문화정보부의 베트남 체육위원회, 관광총국, 문화 부문이 통합되면서 설립되었다.

## 역사
정보선전부는 베트남 민주공화국의 임시 혁명 정부에 설치된 최초의 12개 내각 중 하나이다. 최초의 부장은 독립 기념식에 대중 앞에 모습을 드러낸 부처를 대표하는 쩐후이레우(Trần Huy Liệu)였다.
2007년 7월 31일, 의회 12차 결의안을 통해 스포츠, 관광, 문화부를 기초하여 베트남의 문화체육관광부를 설립하기로 결정했다. 최초의 부장은 호앙뚜언아인(Hoàng Tuấn Anh)이었다.

## 부서 단위
- 가족과
- 전통문화과
- 도서관과
- 과학기술 환경과
- 교육과
- 입법과
- 기획금융과
- 국제협력과
- 조직 및 인사과
- 감사실 (Ministry's Inspectorate)
- 사역실 (Ministry's Office)
- 관광 총국 (General Agency for Tourism)
- 스포츠 총국 (General Agency for Sports)
- 미술, 사진 및 전시회국 (Agency for Fine Arts, Photography and Exhibition)
- 국제협력국 (Agency for International Cooperation)
- 재단문화국 (Agency for Foundation Culture)
- 저작권국 (Agency for Copyright)
- 영화국 (Agency for Cinema)
- 공연예술국 (Agency for Performing Arts)
- 문화유산국 (Agency for Cultural Heritage)